# أليسا مانلي
أليسا مانلي (بالإنجليزية: Alyssa Manley) هي لاعب هوكي الحقل أمريكية، ولدت في 27 مايو 1994.

## وصلات خارجية
- أليسا مانلي على موقع الاتحاد الدولي للهوكي (الإنجليزية)
- أليسا مانلي على موقع اللجنة الأولمبية الدولية (الإنجليزية)
- أليسا مانلي على موقع أوليمبيديا (الإنجليزية)
- أليسا مانلي على موقع اللجنة الأولمبية والبارالمبية الأمريكية (الإنجليزية)